# Renderowanie
Renderowanie (ang. rendering) – graficzne przedstawienie treści zapisanej cyfrowo w formie właściwej dla danego środowiska (np. wyświetlenie w oknie przeglądarki strony WWW zapisanej w kodzie HTML). Część programu komputerowego odpowiedzialna za renderowanie nazywana jest mechanizmem renderującym, silnikiem renderującym lub rendererem.

## Dokumenty
Sposób renderowania jest albo określony w samym dokumencie (np. w przypadku dokumentów tekstu formatowanego RTF, DOC) albo w osobnym pliku zwanym arkuszem stylów (np. w SGML, HTML, XML, XHTML). W drugim przypadku arkusz napisany jest zwykle w specjalnym języku, np. CSS, XSL czy DSSSL, dzięki czemu łatwo można zastosować jeden zestaw stylów dla wielu dokumentów.

## Grafika trójwymiarowa

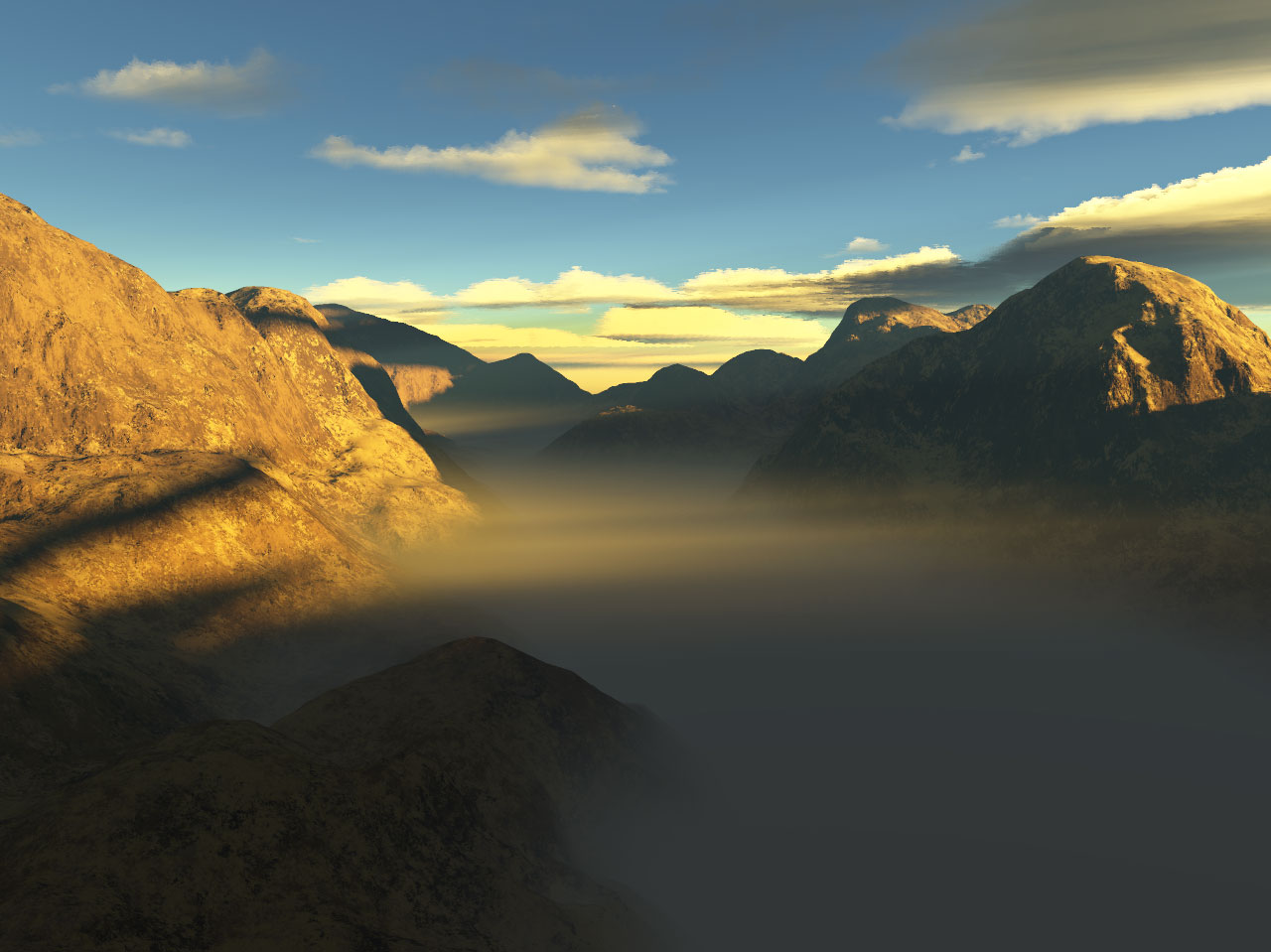
Grafika z programu Terragen

Renderowanie w grafice trójwymiarowej, nazywane też w tym kontekście obrazowaniem lub prezentacją, obejmuje analizę modelu danej sceny oraz utworzenie na jej podstawie dwuwymiarowego obrazu wyjściowego w formie statycznej lub animacji. Podczas renderowania rozpatrywane są m.in. odbicia, cienie, załamania światła, wpływy atmosfery (w tym mgła), efekty wolumetryczne itp. Jest to bardzo czasochłonna operacja nie wymagająca, poza przygotowaniem, żadnej ingerencji ze strony człowieka. Renderowanie może być przeprowadzone praktycznie w każdym programie do tworzenia grafiki trójwymiarowej, niebędącym wyłącznie programem do modelowania (modelerem). Przykładami takich programów są np. 3ds Max, Cinema 4D, LightWave 3D, PYTHA-RadioLab, Blender, Softimage XSI, CATIA, czy też dostępne jako wtyczki do nich: Mental Ray, V-ray, Maxwell Render, Final Render, Brazil R/S.
Najczęściej wykorzystywaną metodą renderowania w programach do grafiki trójwymiarowych jest metoda śledzenia promieni (ang. raytracing), pozwalająca na bardzo wierne odwzorowanie obrazu z uwzględnieniem wielu rzeczywistych zjawisk fizycznych. Jest on wynikiem próby rozwiązania równania renderowania. Inne analogiczne metody to raycasting oraz dwie metody oświetlenia globalnego (ang. global ilumination): energetyczna (ang. radiosity) i mapowanie fotonowe (ang. photon mapping), ponadto wykorzystuje się metody do obrazowania kaustyki (ang. caustics) i cienie powierzchniowe (ang. area shadows), które umożliwiają uzyskanie cieni uwzględniających wielkość emitera światła.
Oprócz programowych metod renderowania bardzo powszechne jest wykorzystywanie sprzętowego wsparcia do generowania obrazów i scen trójwymiarowych, np. w grach komputerowych. Procesory graficzne we współczesnych kartach graficznych do komputerów domowych pozwalają na bardzo szybkie generowanie grafiki trójwymiarowej, zarazem zachowując realistyczny jej wygląd. Ogromne przyspieszenie obliczeń jest uzyskiwane dzięki zastosowaniu specjalizowanych modułów do obliczeń geometrycznych oraz modułów teksturowania obiektów czy też generowania efektów świetlnych. Dalsze przyspieszenie uzyskiwane jest przez uproszczony matematyczny sposób tworzenia obrazu 3D, zoptymalizowany bardziej pod kątem wydajności niż realizmu. Pozwala to odciążyć główny uniwersalny procesor komputera, który może zająć się np. obliczeniami związanymi ze sztuczną inteligencją bohaterów świata wirtualnego. Z każdą kolejną generacją procesorów graficznych i zwiększającą się ich mocą obliczeniową grafika staje się coraz bardziej szczegółowa i realistyczna.
Programów do renderowania grafiki trójwymiarowej używa się często do produkcji filmowych efektów specjalnych – na przykład program Renderman firmy Pixar posłużył do wykonania efektów specjalnych w wielu filmach animowanych, akcji, naukowofantastycznych i fantasy. Na 44 nominacje do Oscarów w kategorii „efekty specjalne” 41 pozycji stworzono przy pomocy Rendermana.